# Скульптурна композиція «Єгипетська піраміда»
«Єгипетська піраміда» — скульптурна композиція створена за мотивами оповідання А. П. Чехова «Каштанка» і являє собою епізод чеховського оповідання — цирковий номер «Єгипетська піраміда». Розташована у місті Таганрозі на майданчику перед входом в парк ім. М. Горького. Встановлена до святкування Дня знань, відкриття відбулося 1 вересня 2008 року. Автор роботи — Линдін Дмитро Васильович, член Спілки художників Росії (м. Ростов-на-Дону).
Скульптура з бронзи встановлена на низькому гранітному постаменті, навколо якого покладена кольорова плитка, що символізує циркову арену. Створена для дітей, тому її габарити, пластика максимально безпечні для дитячих ігор.
Витрати на виготовлення скульптури і установку (благоустрій) — 1 061,0 тисяч рублів.